# Khalil Morsi
Pour les articles homonymes, voir Morsy (homonymie) et Morsi (homonymie).
Khalil Morsi (en arabe: خليل مرسي) est un acteur égyptien de théâtre et de télévision né le 21 septembre 1946 et mort au Caire le 5 août 2014.

## Biographie
Khalil Morsi meurt le 5 août 2014 (68 ans) au Caire, après avoir été transporté à l'hôpital Salam la veille à la suite d'une crise cardiaque.

## Théâtre
- Le chemin de sécurité (en arabe : sekket el salama), pièce dans laquelle il joue le rôle d'un journaliste
- Carmen
- Le jeu de la femme
- La Tragédie d'Al Hallag[2]

## Filmographie
- 2011 : Les portes de la peur[3]
- 2011 : Mon rêve n'est pas intéressé
- 2011 : Musharfah (physicien égyptien du début du XXe siècle, il joue le rôle de Saad Zaghloul (un`ancien politique égyptien)
- 2011 : Waneece et ses jours (partie 7 ), il joue le personnage de Baher Fawzy
- 2010 : Cléopâtre
- 2010 : Reine en exil